# Anita Rinaldi
Anita Rinaldi (nacida Anita Skultéty el 26 de octubre de 1974, en Dunaújváros, Hungría) es una ex-actriz pornográfica y directora de cine. Es productora y agente de talentos, y dirige su propia agencia productora "Touch Me Agency".
Fue una intérprete activa desde 1993 (alrededor de los 19 años de edad) hasta 1999, y como directora desde 1997 hasta 2008.
Fue la Pet del Mes de la revista Penthouse en marzo de 1998.

## Premios
- 1999 Hot d'or – Mejor Película Todos-los-sexos – Planet Sexxx 2[3]
- 2000 Premios AVN – Mejor Directora (Versión Extranjera) – Return To Planet Sexxx[4]